# Kapitaalhoogte

De kapitaalhoogte (cap height) in verhouding tot de letterlijn (base line), de stokhoogte (ascender height), de x-hoogte (x-height) en de staartlengte (descender height)

De kapitaalhoogte is de hoogte van een hoofdletter boven de letterlijn. Dit is de hoogte van een rechte letter als de H, aangezien de apex van een letter als de A of de O net boven de kapitaalhoogte uit kan schieten.

De korpsgrootte c van een loden letter

Het korps was oorspronkelijk de hoogte van de loden letters, meestal de kp-hoogte, de hoogte tussen de bovenkant van de stok en de onderkant van de staart. Deze hoogte is echter niet gestandaardiseerd en tegenwoordig zijn er veel lettertypes waarbij de stokken van kleine letters nog boven de kapitaalhoogte uitsteken. Daarom is bij moderne zettechnieken de kapitaalhoogte bepalend voor de lettergrootte, uitgedrukt in continentale didotpunten of in pica.
De Hp-hoogte is de hoogte van de bovenkant van de hoofdletters tot de onderkant van de staarten van de kleine letters.